# Лейк-Сіті (Південна Кароліна)
Лейк-Сіті (англ. Lake City) — місто (англ. city) в США, в окрузі Флоренс штату Південна Кароліна. Населення — 5903 особи (2020).

## Географія
Лейк-Сіті розташований за координатами 33°52′4″ пн. ш. 79°45′14″ зх. д. / 33.86778° пн. ш. 79.75389° зх. д. (33.867725, -79.753885).  За даними Бюро перепису населення США в 2010 році місто мало площу 13,55 км², з яких 13,53 км² — суходіл та 0,02 км² — водойми.

## Демографія
Згідно з переписом 2010 року, у місті мешкало 6675 осіб у 2532 домогосподарствах у складі 1743 родин. Густота населення становила 493 особи/км².  Було 2880 помешкань (213/км²).
Расовий склад населення:
| - 77,5 % — чорних або афроамериканців - 19,4 % — білих - 0,3 % — корінних американців - 0,3 % — азіатів - 1,7 % — осіб інших рас |

До двох чи більше рас належало 0,9 %. Частка іспаномовних становила 3,0 % від усіх жителів.
За віковим діапазоном населення розподілялося таким чином: 29,2 % — особи молодші 18 років, 57,0 % — особи у віці 18—64 років, 13,8 % — особи у віці 65 років та старші. Медіана віку мешканця становила 34,0 року. На 100 осіб жіночої статі у місті припадало 82,2 чоловіків;  на 100 жінок у віці від 18 років та старших — 75,6 чоловіків також старших 18 років.
Середній дохід на одне домашнє господарство  становив 45 674 долари США (медіана — 30 992), а середній дохід на одну сім'ю — 48 145 доларів (медіана — 35 965). Медіана доходів становила 31 170 доларів для чоловіків та 28 272 долари для жінок. За межею бідності перебувало 29,7 % осіб, у тому числі 46,2 % дітей у віці до 18 років та 12,4 % осіб у віці 65 років та старших.
Цивільне працевлаштоване населення становило 2168 осіб. Основні галузі зайнятості: освіта, охорона здоров'я та соціальна допомога — 30,0 %, виробництво — 16,4 %, мистецтво, розваги та відпочинок — 13,3 %, роздрібна торгівля — 10,5 %.